# Coupe internationale européenne
La Coupe internationale européenne, aussi appelée Coupe internationale, Coupe Antonín Švehla du nom du trophée offert lors de la première édition ou encore Coupe Dr. Gerö lors de la dernière édition, est l'une des premières compétitions entre équipes nationales de football disputée régulièrement en Europe.
Il s'agit d'un tournoi opposant cinq nations voisines d'Europe centrale : l'Autriche, la Hongrie, l'Italie, la Suisse et la Tchécoslovaquie. Six éditions furent disputées, entre 1927 et 1960. Ce tournoi est parfois considéré comme un précurseur du Championnat d'Europe des Nations.

## Histoire
Dans les années 1920, le football sortait à peine d'une période pionnière et, comme beaucoup d'autres sports, il commençait à passer outre aux frontières des simples nations en essayant d'organiser des compétitions qui mettraient aux prises les écoles de chaque pays.
Hugo Meisl, dirigeant et entraîneur de la fédération autrichienne, avait déjà pensé et organisé la Coupe Mitropa, compétition pour les équipes de clubs, véritable prédécesseur de la Coupe des clubs champions. C'est encore lui qui conçut et qui organisa une compétition analogue pour les équipes nationales : la Coupe internationale (Europapokal der Fußball-Nationalmannschaften).

### Années dorées
Les quatre membres fondateurs du tournoi étaient l'Autriche, l'Italie, la Tchécoslovaquie et la Hongrie, c'est-à-dire les fédérations dont les équipes nationales dominaient à l'époque le football continental européen. La Suisse s'associa également à ce groupe.
Cette compétition représentait en quelque sorte la consécration pour les plus grandes puissances footballistiques de l'époque. En effet, à l'exception de la coupe du monde de 1930 en Uruguay, les noms des cinq participants du tournoi étaient toujours apparus sur le podium des plus importantes manifestations des années 1920 et 1930 : les tournois olympiques et autres championnats du monde de football.
Le football danubien, comme il était alors appelé, fondé sur le dynamisme des acteurs et sur la possession de balle, était édicté comme exemple de style et d'élégance, alors que le football italien, peut-être plus utilitariste, était cependant destiné à récolter la plupart des lauriers planétaires, étant ainsi sacré champion du monde en 1934, 1938, et champion olympique en 1936.
De leur côté les Britanniques, par complexe de supériorité, ne souhaitent pas affronter les équipes continentales et se contentaient donc de leur propre tournoi, le British Home Championship qui voyait s'opposer les quatre équipes nationales britanniques.

### Deux fois aux «Azzurri», une fois à la «Wunderteam»
La Coupe internationale se déroulait en tournoi toutes rondes : chacune des équipes nationales se confrontait à deux reprises aux autres, une fois à domicile et une fois à l'extérieur.
La première édition, organisée entre 1927 et 1930, fut remportée par l'Italie, qui précéda d'un petit point la formation autrichienne.
On dit que Vittorio Pozzo, le sélectionneur de l'Italie, fit visiter à ses joueurs les champs de bataille de la Première Guerre mondiale avant de disputer le dernier match, décisif : il fallait battre la Hongrie sur ses terres pour dépasser l'Autriche (qui avait un point de plus mais avait déjà joué toutes ses rencontres) et remporter le tournoi. En pratique, il s'agissait de battre d'un seul coup les deux nations issues de l'Empire Austro-hongrois, ancien adversaire dans le conflit passé. L'entreprise fut couronnée de réussite et l'Italie gagna avec un retentissant 5 à 0 (et un coup du chapeau de Giuseppe Meazza) le 11 mai 1930. 
En récompense, le vainqueur reçut une coupe particulière en cristal de Bohême, don de l'ancien Premier ministre tchécoslovaque Antonín Švehla, raison pour laquelle cette première édition fut aussi appelée « Coupe Švehla ». Le premier exemplaire du trophée se cassa en tombant par terre peu après avoir été remporté par les Italiens. Une anecdote veut que Vittorio Pozzo en ait conservé un éclat en poche, comme porte-bonheur personnel.
Le tournoi connut un énorme succès de sorte qu'une deuxième édition fut immédiatement mise sur pied. Disputée entre 1931 et 1932, elle donna l'occasion à la « Wunderteam » autrichienne de prendre sa revanche sur l'Italie en gagnant le tournoi et en reléguant les « Azzurri » à la deuxième place.
La troisième édition fut encore l'affaire de l'Italie, de nouveau en lutte singulière avec la robuste équipe germanique. La « Squadra Azzurra » perdit contre l'Autriche en février 1934, à Turin, sur le score de 2 buts à 4, mais sut obtenir une victoire décisive 0 - 2 (doublé de Silvio Piola pour ses débuts en équipe nationale), trois mois plus tard à Vienne. La quatrième édition fut interrompue après les premières rencontres à cause de l'annexion (Anschluss) de l'Autriche par l'Allemagne nazie.

### Renaissance et déclin
Peu après la fin de la Seconde Guerre mondiale, les cinq nations s'activèrent pour relancer le tournoi et organiser la cinquième édition à partir de 1948. Les difficultés liées aux années d'après-guerre imposèrent cependant une répartition très espacée des matchs dans le calendrier. La Guerre froide commençait : la Hongrie et la Tchécoslovaquie s'opposèrent à un changement de régime et finirent de l'autre côté du rideau de fer. Ces événements étrangers au football rendirent extrêmement difficile l'organisation de la compétition. Il fallut presque cinq années pour compléter le cycle des rencontres : à la fin, c'est la Hongrie de Ferenc Puskás (meilleur buteur avec dix réalisations) qui finissait la course en tête, récoltant ainsi son seul laurier. L'équipe italienne, réduite par le drame de Superga, ne put faire mieux qu'avant-dernier, juste devant la Suisse, traditionnelle lanterne rouge du tournoi.
La coupe internationale fut jouée pour la sixième et dernière fois en étant notamment supervisée par la toute nouvelle UEFA. Cette ultime édition vit pour l'occasion une sixième nation invitée : la Yougoslavie. La compétition traîna difficilement sur six ans (1954-1960) à la fin desquels vainquit une Tchécoslovaquie en net progrès (elle deviendra vice-championne du monde deux ans plus tard). L'Italie fut encore reléguée à l'avant-dernière place devant a Suisse.
La coupe jouée à cette période a été intitulée à la mémoire du docteur Josef Gerö, dirigeant de la fédération autrichienne de football, disparu en 1954. Ce nom fut d'ailleurs parfois attribué, à tort, aux éditions d'avant-guerre.
La disparition de la coupe internationale, qui avait perdu beaucoup de sa signification et de son intérêt, coïncide avec l'avènement de la Coupe d'Europe des Nations organisée par l'UEFA.

## Palmarès
| Édition   | Vainqueur                                        | Vainqueur                                        | Deuxième                                         | Troisième                                        |                                                  |                                                  |
| 1927-1930 | Italie                                           | (1)                                              | Autriche                                         | Tchécoslovaquie                                  |                                                  |                                                  |
| 1931-1932 | Autriche                                         | (1)                                              | Italie                                           | Hongrie                                          |                                                  |                                                  |
| 1933-1935 | Italie                                           | (2)                                              | Autriche                                         | Hongrie                                          |                                                  |                                                  |
| 1936-1938 | Compétition interrompue en raison de l'Anschluss | Compétition interrompue en raison de l'Anschluss | Compétition interrompue en raison de l'Anschluss | Compétition interrompue en raison de l'Anschluss | Compétition interrompue en raison de l'Anschluss | Compétition interrompue en raison de l'Anschluss |
| 1948-1953 | Hongrie                                          | (1)                                              | Tchécoslovaquie                                  | Autriche                                         |                                                  |                                                  |
| 1955-1960 | Tchécoslovaquie                                  | (1)                                              | Hongrie                                          | Autriche                                         |                                                  |                                                  |

## Meilleurs buteurs
| Édition   | Meilleur buteur                | Nombre de buts | Équipe         |
| 1927-1930 | Julio Libonatti Gino Rossetti  | 6              | Italie         |
| 1931-1932 | István Avar                    | 8              | Hongrie        |
| 1933-1935 | Léopold Kielholz György Sárosi | 7              | Suisse Hongrie |
| 1936-1938 | György Sárosi                  | 10             | Hongrie        |
| 1948-1953 | Ferenc Puskás                  | 10             | Hongrie        |
| 1955-1960 | Lajos Tichy                    | 7              | Hongrie        |